# Kanton Murviel-lès-Béziers
Der Kanton Murviel-lès-Béziers war bis 2015 ein französischer Wahlkreis im Arrondissement Béziers, im Département Hérault und in der früheren Region Languedoc-Roussillon. Er hatte 12.509 Einwohner (Stand: 1. Januar 2012). Vertreter im Generalrat des Départements war zuletzt von 1998 bis 2015 Norbert Étienne (PCF).

## Gemeinden
Der Kanton umfasste Wahlberechtigte aus elf Gemeinden:
| Gemeinde                 | Einwohner Jahr | Fläche km² | Bevölkerungsdichte | Code INSEE | Postleitzahl |
| ------------------------ | -------------- | ---------- | ------------------ | ---------- | ------------ |
| Autignac                 | 879 (2013)     | 11,55      | 76 Einw./km²       | 34018      | 34480        |
| Cabrerolles              | 339 (2013)     | 28,68      | 12 Einw./km²       | 34044      | 34480        |
| Causses-et-Veyran        | 624 (2013)     | 17,65      | 35 Einw./km²       | 34061      | 34490        |
| Caussiniojouls           | 125 (2013)     | 10,5       | 12 Einw./km²       | 34062      | 34600        |
| Laurens                  | 1552 (2013)    | 16,39      | 95 Einw./km²       | 34130      | 34480        |
| Murviel-lès-Béziers      | 2979 (2013)    | 32,26      | 92 Einw./km²       | 34178      | 34490        |
| Pailhès                  | 496 (2013)     | 6          | 82 Einw./km²       | 34191      | 34490        |
| Puimisson                | 1040 (2013)    | 6,38       | 163 Einw./km²      | 34223      | 34480        |
| Saint-Geniès-de-Fontedit | 1479 (2013)    | 9,24       | 160 Einw./km²      | 34258      | 34480        |
| Saint-Nazaire-de-Ladarez | 354 (2013)     | 28,27      | 13 Einw./km²       | 34279      | 34490        |
| Thézan-lès-Béziers       | 2849 (2013)    | 13,65      | 209 Einw./km²      | 34310      | 34490        |